# تفجيرات موسكو 1977
كانت تفجيرات موسكو عام 1977 سلسلة من ثلاثة تفجيرات إرهابية في موسكو في 8 يناير 1977. أسفرت الهجمات عن مقتل سبعة أشخاص وإصابة 37 آخرين بجروح خطيرة. لم يعلن أحد مسؤوليته عن التفجيرات، مع إعدام ثلاثة أعضاء في منظمة قومية أرمنية في أوائل عام 1979 بعد تحقيق أجرته وكالة المخابرات الروسية ومحاكمة سرية. قال بعض المنشقين السوفييت أن المشتبه بهم لديهم حجة غياب. بعد وقت قصير من الحدث أصدر أندريه ساخاروف نداءً عامًا، معربًا عن قلقه من أن التفجيرات قد تكون «استفزازًا جديدًا من جانب أجهزة القمع». وفقًا للمؤرخ جاي بيرجمان، «لم يحدد ما تسبب فعلًا في الانفجار بشكل نهائي».

## التفجيرات
في 8 يناير 1977، تم تفجير ثلاث قنابل في موسكو.
انفجرت الأولى في الساعة 17:33 في قطار مزدحم بين محطتي إزمايلوفسكايا وPervomaiskaya لمترو موسكو. في الساعة 18:05، انفجرت القنبلة الثانية داخل محل بقالة بالقرب من مقر المخابرات السوفيتية. بعد خمس دقائق، انفجرت القنبلة الثالثة بالقرب من محل بقالة آخر في شارع 25 أكتوبر، على بعد بضع مئات الأمتار فقط من مقر الحزب الشيوعي للاتحاد السوفيتي.
في تلك اللحظة، وخلال الشهرين المقبلين، لم يكن هناك معلومات عامة كثيرة حول الانفجارات. ذكرت وكالة تاس للأنباء في 10 يناير 1977 أن الانفجار لم يكن بقوة كبيرة، حيث «تم تقديم المساعدة الطبية لأولئك الذين يعانون من الإصابات، ويجري التحقيق». وفي وقت لاحق، في اجتماعات نشطاء الحزب، قيل أنه قبل وقت قصير من الانفجار في مترو الأنفاق في 8 يناير كان هناك انفجاران آخران في شارع 25 أكتوبر.
في 8 فبراير 1979، بعد محاكمة وإعدام الرجال الثلاثة المدانين، أُرسلت رسالة إلى إزفيستيا، الصحيفة الرسمية للحكومة السوفيتية، تشير إلى أن الهجمات قتلت سبعة أشخاص وجرحت 37.

## التحقيق والمحاكمة
وبما أن هذه كانت حالة إرهاب، فقد تم التحقيق الرسمي من قبل المخابرات السوفيتية، وليس مكتب المدعي العام.[بحاجة لمصدر] تم القبض على مشتبه به مبدئي، يدعى بوتابوف، في تامبوف بعد تفجير قنبلة قتلت زوجة جاره وابنتيه. بعد إلقاء القبض عليه، اعترف بوتابوف بأنه كان وراء أعمال الإرهاب في موسكو. ومع ذلك، تبين أن هذا كان اعترافًا قسريًا، وبعد تحقيق استمر شهرًا واحدًا، تم إسقاط هذا الاتهام من قبل عملاء المخابرات السوفيتية.
في أكتوبر 1977، في مطار طشقند، لاحظ ضابط في المخابرات السوفييتية امرأة تحمل حقيبة تشبه صورة أعيد بناؤها لقنبلة أرسلتها المخابرات السوفيتية إلى جميع الفروع المحلية. اتضح أن هذه الحقائب تم تصنيعها فقط في يريفان. في نوفمبر 1977، ألقي القبض على ستيبان زاتيكيان، عضو مؤسس لمجموعة منشقة من الحزب الوطني المتحد، وهي منظمة قومية أرمنية سرية. كما تم اعتقال زملائه زافين باجداساريان وهاكوب ستيبانيان بعد محاولة فاشلة لتفجير قنبلة في محطة كورسكي للسكك الحديدية في موسكو.
تبع ذلك محاكمة سرية. أدين زاتيكيان وستيبانيان وباغداساريان في 24 يناير 1978 وأُعدما بعد خمسة أيام. أصدرت المحكمة العليا بيانًا موجزًا، بتاريخ 31 يناير 1979، بعد المحاكمة والإعدام، سمت فيه زاتيكيان وحده بالجاني. وبحسب جنرال المخابرات السوفيتية فيليب بوبكوف، فإن كارين ديميريشيان، رئيسة أرمينيا السوفيتية، أوقفت أي منشورات في أرمينيا عن التفجيرات.

## ضلوع المخابرات السوفيتية المزعوم
وقعت تفجيرات 8 يناير 1977 خلال عمليات انتقامية منهجية من قبل السلطات السوفيتية ضد مجموعات هلسنكي في موسكو وأوكرانيا وليتوانيا، التي أنشئت لمراقبة احترام اتحاد الجمهوريات الاشتراكية السوفياتية لاتفاقات هلسنكي.

في 10 يناير 1977، نشر الصحفي السوفيتي فيكتور لويس (فيتالي يفجينيفيتش لوي)، وهو عميل استفزازي معروف للمخابرات السوفيتية، مقالًا في صحيفة بريطانية، ملمحًا إلى تورط المعارضين السوفييت في التفجيرات. تعرض العديد من المنشقين، بمن فيهم البريخت، أمين الفرع السوفيتي لمنظمة العفو الدولية، للتهديد والاستجواب قبل المخابرات السوفيتية. (ادعى المنشق السوفيتي الكسندر تاراسوف أنه قد تم استجوابه من قبل محقق في وكالة المخابرات السوفيتية حاول «إقناعه» بأنه متورط في التفجير. وقال إنه بدون حجة غيابه القوية - حين كان محبوسًا في مستشفى وقت التفجيرات - لكان «أُعدم بدلًا من زاتيكيان».) وردًا على ذلك، كتب أندريه ساخاروف «نداءً إلى المجتمع العالمي»، طلب فيه تحقيقًا محايدًا واقترح أن يكون التفجير نفسه قد رُتب من قبل المخابرات السوفيتية نفسها لتشويه سمعة الحركة المنشقة السوفيتية بأكملها. 
 ... لا يمكنني التخلص من حدس أن الانفجار الذي وقع في موسكو تحت الأرض والوفيات المأساوية للأفراد هو استفزاز جديد من جانب أجهزة القمع، والأخطر في السنوات الأخيرة. لقد دفعني هذا الحدس بالتحديد والمخاوف المرتبطة بها من أن يؤدي هذا الاستفزاز إلى تغيرات في المناخ الداخلي الكامل للبلاد، إلى كتابة هذا المقال. سأكون سعيدًا جدًا إذا تبين أن أفكاري خاطئة... 
 وأضاف في حديث مع نائب المدعي العام «لدي أسباب جدية للقلق. هذه هي المقال الاستفزازي في اخبار لندن المسائية بقلم فيكتور لوي. هذه اعتقالات واستجواب لأشخاص لا علاقة لهم بالتفجيرات. هذه جرائم قتل في الأشهر الماضية، ربما ارتكبتها المخابرات السوفيتية والتي لم يتم التحقيق فيها. ويكفي ذكر اثنين منهم فقط: مقتل الشاعر كونستانتين بوجاتيرف وقتل المحامي إيفجيني برونوف». بعد هذا البيان، لم يتعرض ساخاروف للهجوم في الصحف السوفيتية فحسب، بل تلقى أيضًا تهديدات عبر الهاتف. حاول عدة أشخاص اقتحام شقته، زاعمين أنهم من أقارب القتلى في المترو.
وبحسب العقيد السابق في المخابرات السوفيتية أوليغ جورديفسكي، فقد تم اختيار الأرمن الثلاثة كبش فداء لهذا العمل الإرهابي. وكتب: «إن الحالة التي أثارت جزع المخابرات السوفيتية كانت تفجير مترو أنفاق موسكو من قبل الانفصاليين الأرمن في عام 1977. لقد قتل ثلاثة أرمن فيما بعد. وقد ترددت شائعات في المركز عن اختيار ثلاثة انفصاليين أرمن آخرين، عندما أخفقت المخابرات السوفيتية والمليشيات في تعقب المسؤولين، ككبش فداء لإثبات أن الإرهابيين سيتم القبض عليهم ومعاقبتهم دائمًا».
في عام 1982، أكد المؤرخان ميشيل هيلر وألكسندر نيكريش أن زاتيكيان، وستيبانيان، وباغداساريان كان لديهم حجة مدعومة من عدة شهود، وكان إعدامهم هو أول إعدام سياسي في الاتحاد السوفييتي بعد وفاة ستالين.
قال المنشق الأرميني سيرجي غريغوريانتس في عام 2016 أن رئيس المخابرات السوفيتية يوري أندروبوف وفيليب بوبكوف مسؤولان عن التفجيرات.

## رسالة ساخاروف إلى بريجنيف
في 30 يناير 1979، كتب AD ساخاروف رسالة إلى LI برجنيف حول محاكمة المشتبه بهم الأرمن الثلاثة: 
 هناك أسباب قوية للخوف من حدوث إطار متعمد أو خطأ قضائي في هذه القضية. لم يكن زاتيكيان في موسكو في وقت الانفجار تحت الأرض - يمكن للعديد من الشهود تأكيد حجته. لم يُظهر التحقيق أي اهتمام بتوضيح هذه الظروف أو غيرها من الظروف الهامة. كانت المحاكمة مغلقة وسرية دون أي داع، وحتى الأقارب لم يعرفوا أنها تجري. مثل هذه المحاكمة، التي يتم فيها تجاهل مبدأ الانفتاح تمامًا، لا يمكنها تحديد الحقيقة. أناشدكم أن توقفوا تنفيذ حكم الإعدام على جميع المتهمين في هذه القضية، وأن تطالبوا بإجراء تحقيق جديد من قبل هيئات التحقيق والمحاكم. 
 في 1 فبراير 1979، أصدرت مجموعة هلسنكي بموسكو بيانًا رسميًا بشأن إعدام ستيبان زاتيكيان وشخصين آخرين لم يذكر اسمهما، جاء فيه «إن الافتقار إلى الشفافية وجو السرية الكامل يعطي أسبابًا للشك في صحة التهم والموضوعية وحياد المحكمة».
كانت إحدى النتائج هي رسالة 8 فبراير 1979 إلى إزفستيا، التي شجبت ساخاروف وغيره من نشطاء حقوق الإنسان باعتبارهم «المدافعين عن القتلة».